# Liebfrauenkirche (Püttlingen)

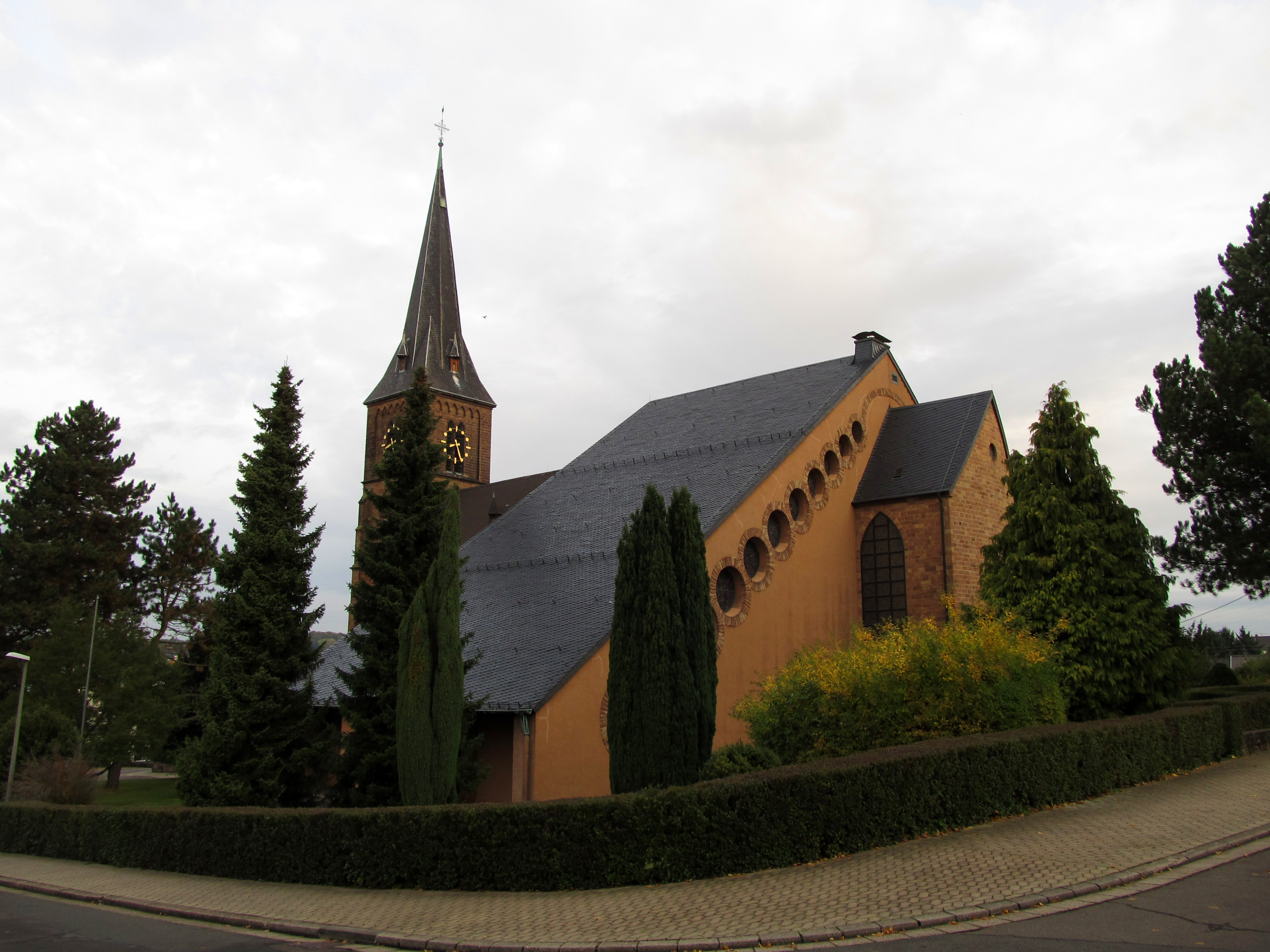
Die Liebfrauenkirche in Püttlingen

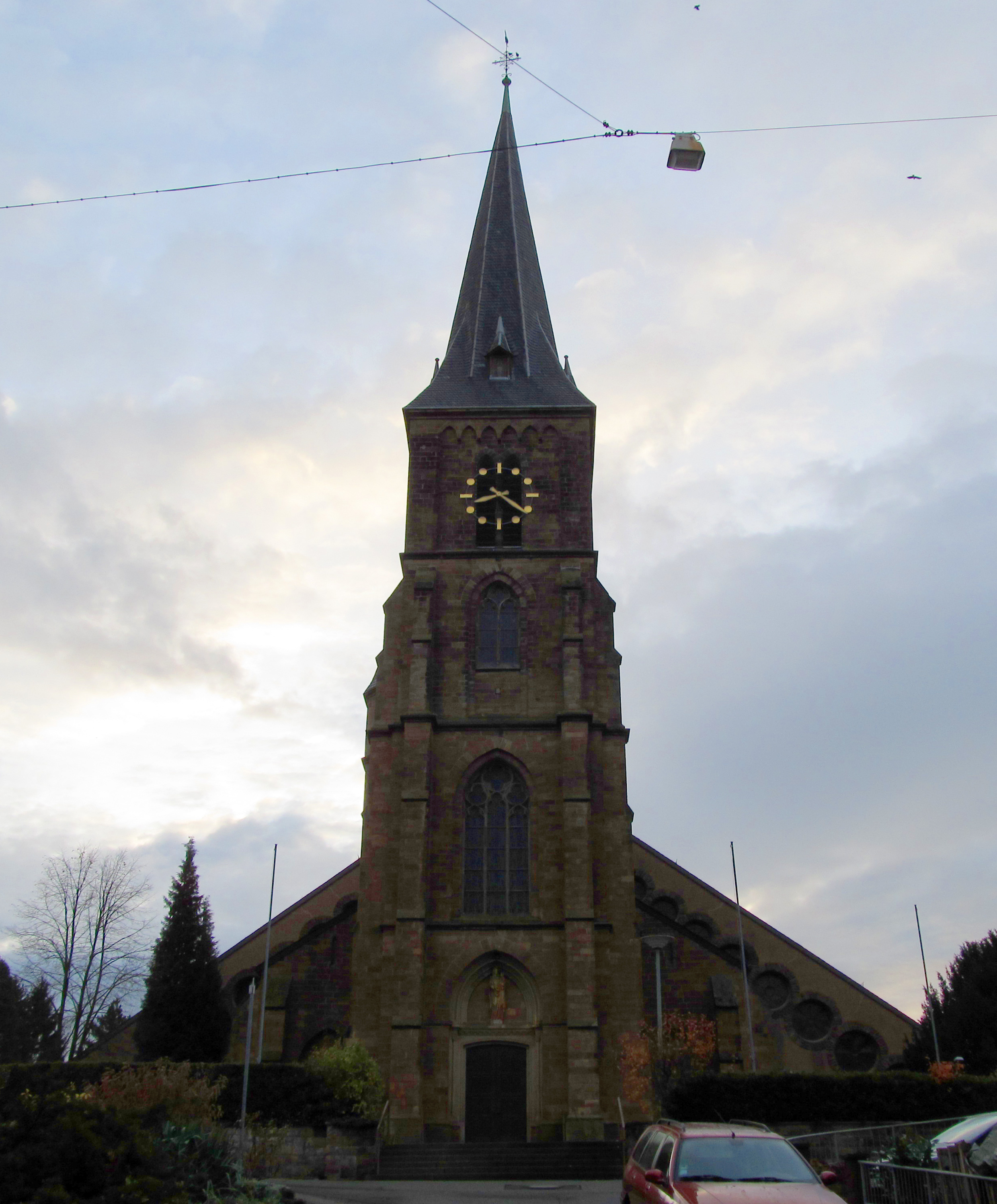
Westfassade

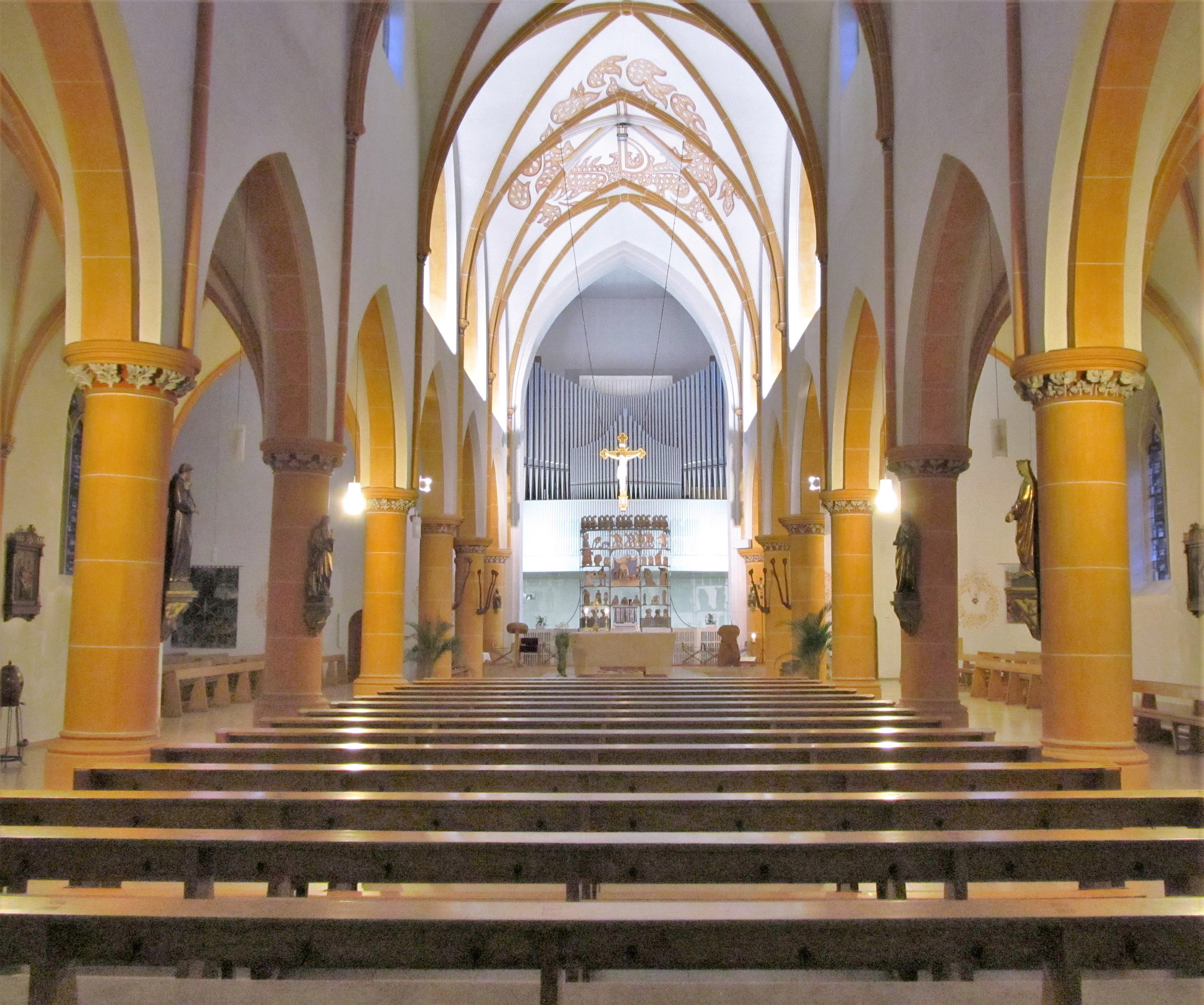
Blick ins Innere der Kirche

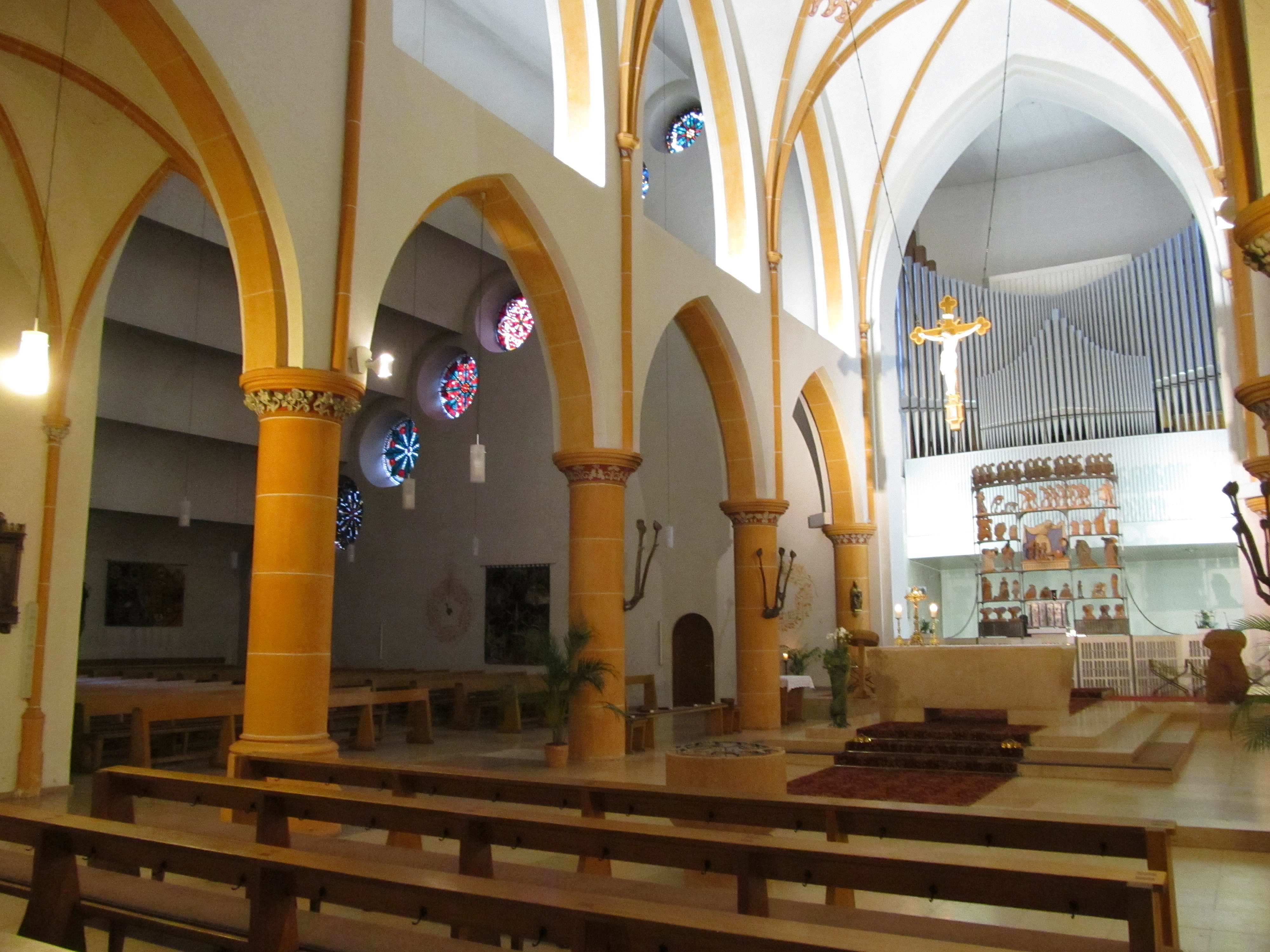
Blick in den Altarraum

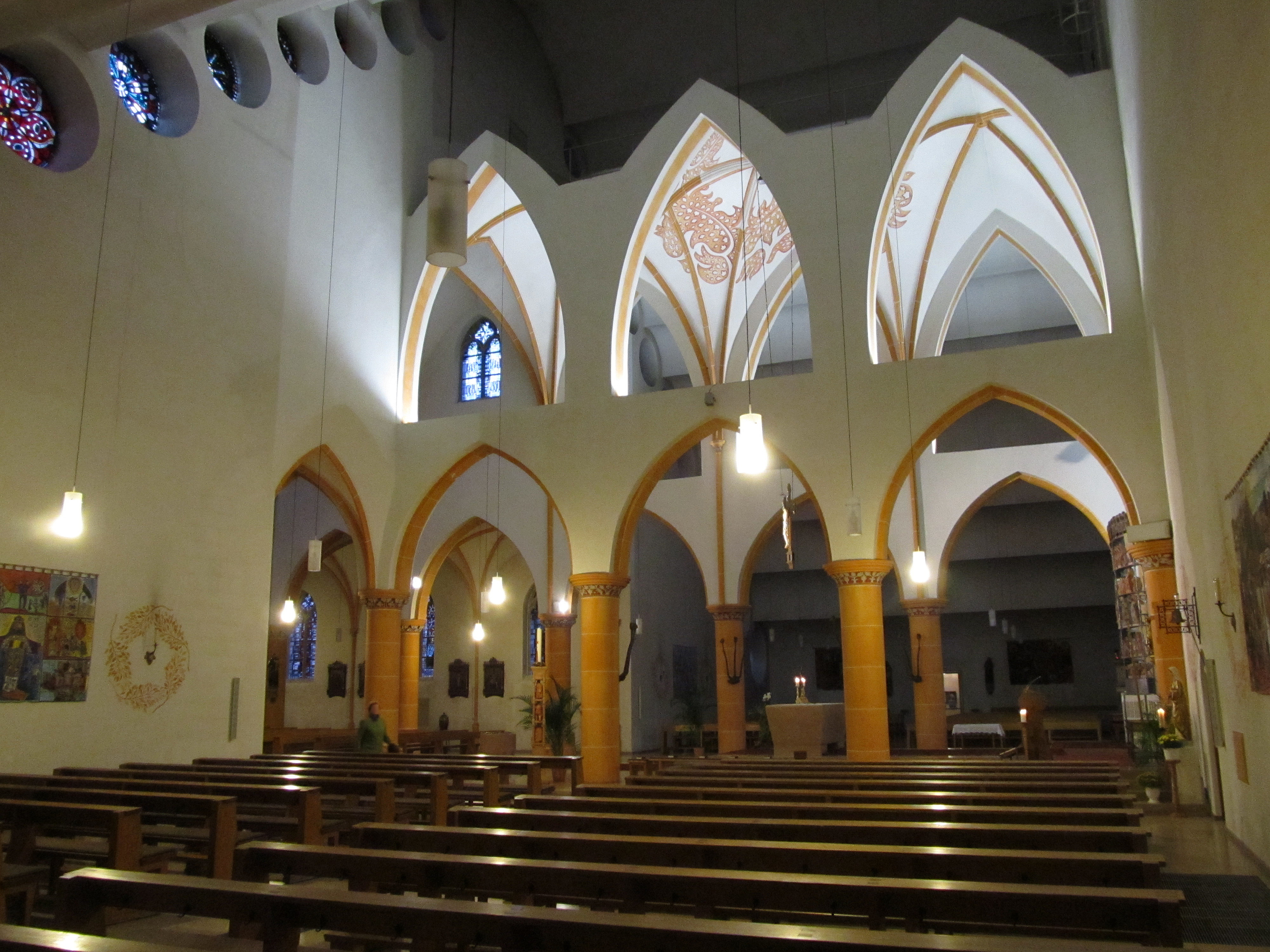
Querhaus

Die Liebfrauenkirche ist eine katholische Pfarrkirche in der saarländischen Stadt Püttlingen, Regionalverband Saarbrücken, die das Patrozinium Mariä Aufnahme in den Himmel trägt. In der Denkmalliste des Saarlandes ist die Kirche als Einzeldenkmal aufgeführt.

## Geschichte
Der Bau der Kirche erfolgte in den Jahren 1888 bis 1890 nach Plänen des Architekten Reinhold Wirtz (Trier) im Stil der Neugotik. Für die Ausführung zeichnete Bauunternehmer Johann Weber (Püttlingen) verantwortlich. Es entstand eine dreischiffige Basilika ohne Querhaus mit eintürmiger Westfassade, eingezogenem Chor, Sakristei und Messdienerkammer. An Allerheiligen 1890 fand in der Kirche der erste Gottesdienst statt, die Konsekration erfolgte am 4. Juni 1891.
Im Jahr 1928 erfolgte ein erster Umbau nach Plänen der Architekten Ludwig Becker und Anton Falkowski (Mainz). In den Jahren 1931 bis 1938, 1942 und 1948/1949 wurde das Gotteshaus Restaurierungen unterzogen. Bei letzterer hatte Baumeister Braesch (Bauamt der Gemeinde Püttlingen) die Bauleitung.
1953/1954 kam es unter der Leitung der Kirchenbaumeister Dominikus und Gottfried Böhm (Köln) zu umfangreichen Umbau- und Erweiterungsmaßnahmen, die die grundlegende Veränderung des Kirchengebäudes zur Folge hatten. Durch den Abriss des Chores mit seinen Nebenräumen entstand ein Langhausrumpf, an den im rechten Winkel ein von 44 Rundfenstern belichteter Rechteckbau als Querhaus mit anschließender gerader Ostapsis im neugotischen Baustil angefügt wurde. Die Kirche hatte somit nicht mehr den Charakter eines Longitudinalbaus, sondern nahm die Form eines Antoniuskreuz an. Die örtliche Bauleitung übernahmen die Ingenieure und Pfarrmitglieder Ludwig Meyer, Engelbert Bläs, Helmut Heisel und Josef Müller, die alle ehrenamtlich tätig waren.
1967/1968 erfolgte eine weitere Erweiterungs- und Umbaumaßnahme, der von 1978 bis 1990 die Restaurierung und Umbau des Altarraumes durch Architekt Gottfried Böhm (Köln) folgte. Die örtliche Bauleitung hatten die Architekten Krüger und Rieger (Saarbrücken), die 1989 von Dipl.-Ing. Franz-Josef Warken (Riegelsberg) abgelöst wurden.

## Ausstattung
An der Ausgestaltung der Kirche war eine Vielzahl von Künstlern beteiligt. So zeichnete der Kunst- und Dekorationsmaler August Adolf Potthast (Wiesbaden) 1897 für die Ausmalung der Kirche in gotischem Stil verantwortlich, der in den Jahren 1931 bis 1938 im Zuge von Restaurierungsarbeiten eine Ausmalung durch den Kirchenmaler Hermann Richard Humpert (Morbach/Hunsrück) folgte.
Die Terrakotta-Figuren der alten neugotischen Kirche sind Werke des Bildhauers Alex Schmidt (Terrakottafabrik Merzig von Villeroy & Boch) aus dem Jahr 1894 und bestehen aus einer Madonna im Tympanon des Hauptportals und Kreuzweg-Reliefs in den Seitenschiffen, die sich erst wieder seit den Restaurierungsmaßnahmen der Jahre 1978 bis 1990 wieder an den ursprünglichen Plätzen befinden. Weitere Werke Schmidts sind acht Heiligenfiguren im Mittelschiff des alten Kirchenbaus und auf beiden Seiten der Eingänge des in den 1950er Jahren errichteten Querbaus, die Marien- und Johannesstatuen an der Innenwand des Turmes, sowie zwei Figuren der Kirchenlehrer Ambrosius und Augustinus auf beiden Seiten des Triumphbogens. Die Figuren wurden von 1978 bis 1990 durch den Kunstmaler und Restaurator Nikolaus P. Schmitt (Perl-Besch) einer Restaurierung unterzogen.
Goldschmied und Bildhauer Klaus Balke (Köln) schuf von 1983 bis 1987 das Tabernakelretabel im Altarraum, bestehend aus einer stählernen Gefacharchitektur mit 67 Terrakotta-Figuren, den Ambo in Form einer aufgerichteten Korngarbe, Terrakotta-Osterleuchter in Form einer Säule, zwölf Apostelleuchter samt Ummalung, vier bronzene Wandleuchter an den Rundpfeilern des Altarraumes, sowie das Deckengemälde einer kosmischen Christusdarstellung über dem Altar.
Das Vortragekreuz stammt aus den Kunstwerkstätten des Klosters Maria Laach. Die Sedilien sind ein Werk des Bildhauers Theo Heiermann (Köln). Von Glasmaler H. Lohbeck stammen die Entwürfe der Fenster des Langhauses und der Turmfenster, die von der Firma Kaschenbach (Trier) ausgeführt wurden. Architekt Dominikus Böhm (Köln) entwarf die 44 Rundfenster des Querhauses und die beiden Fenster der Ostapsis, die von der Firma Göttker (Ensdorf) ausgeführt wurden. Altar und Taufbecken kommen von der Firma Albert Niederer (Völklingen). Die Firma Glaskunst Binsfeld (Trier) fertigte die beiden Seitenfenster des dritten Gewölbefeldes. Klaus Apel von der Werkstatt für Künstlerische Gestaltung (Trier-Kernscheid) schuf den Taufsteindeckel und das große Metallkreuz in der Ostlaibung zum Hauptschiff vor großem Turmfenster. Von der Firma Arnold Mrziglod (Tholey) stammt die Ausmalung der Kirche im Zuge der Umbauarbeiten der Jahre 1967/68. Die Flügelmonstranz von 1955 bis 1960 ist ein Werk aus einer Saarbrücker Goldschmiede.

## Orgel
Die Orgel der Kirche wurde 1954 von der französischen Orgelbaufirma Haerpfer & Erman (Boulay) unter Verwendung einiger Teile der Vorgängerorgel der Firma Klais (Bonn) erbaut. Die Klais-Orgel wurde im Jahr 1902 als Opus 220 erbaut und verfügte über 21 Register, verteilt auf zwei Manuale und Pedal. Im Jahr 1995 führte die Firma Hugo Mayer (Heusweiler) eine Renovierung der Orgel durch und baute einen neuen Spieltisch ein.
Die heutige Haerpfer & Erman-Orgel verfügt über 42 Register, verteilt auf drei Manuale und Pedal. Das Kegelladen-Instrument ist im Chorraum hinter dem Hochaltar aufgestellt. Die Spiel- und Registertraktur ist elektropneumatisch. Die Disposition lautet wie folgt:
| I Hauptwerk C–g3 |              |       |
| 1.               | Gedackt      | 16′   |
| 2.               | Prinzipal    | 8′    |
| 3.               | Flöte        | 8′    |
| 4.               | Oktave       | 4′    |
| 5.               | Rohrflöte    | 4′    |
| 6.               | Quinte       | 2 ⁄3′ |
| 7.               | Superoktave  | 2′    |
| 8.               | Mixtur IV–VI |       |
| 9.               | Zimbel III   |       |
| 10.              | Cornett V    |       |
| 11.              | Trompete     | 8′    |
| 12.              | Clairon      | 4′    |

| II Positiv C–g3 |             |    |
| 13.             | Koppelflöte | 8′ |
| 14.             | Prinzipal   | 4′ |
| 15.             | Offenflöte  | 2′ |
| 16.             | Terzian II  |    |
| 17.             | Zimbel IV   |    |
| 18.             | Krummhorn   | 8′ |

| III Schwellwerk C–g3 |                 |        |
| 19.                  | Singenprinzipal | 8′     |
| 20.                  | Nachthorn       | 8′     |
| 21.                  | Salicional      | 8′     |
| 22.                  | Schwebung       | 8′     |
| 23.                  | Blockflöte      | 4′     |
| 24.                  | Prinzipal       | 4′     |
| 25.                  | Nasat           | 2 ⁄3′  |
| 26.                  | Prinzipal       | 2′     |
| 27.                  | Waldflöte       | 2′     |
| 28.                  | Terz            | 1 3⁄5′ |
| 29.                  | Oktävlein       | 1′     |
| 30.                  | Mixtur IV–V     |        |
| 31.                  | Scharf IV       |        |
| 32.                  | Fagott          | 16′    |
| 33.                  | Trompete        | 8′     |
| 34.                  | Clarine         | 4′     |

| Pedal C–f1 |                          |         |
| 35.        | Prinzipalbass            | 16′     |
| 36.        | Subbass                  | 16′     |
| 37.        | Quintbass                | 10 2⁄3′ |
| 38.        | Oktavbass                | 8′      |
|            | Gedecktbass (aus Nr. 36) | 8′      |
| 39.        | Choralbass               | 4′      |
|            | Bassflöte (aus Nr. 36)   | 4′      |
|            | Nachthorn (aus Nr. 36)   | 2′      |
| 40.        | Hintersatz IV            |         |
| 41.        | Posaune                  | 16′     |
| 42.        | Trompete                 | 8′      |

- Koppeln: II/I, III/I, III/II, I/P, II/P, III/P
- Spielhilfen: Diverse Sub- und Superoktavkoppeln, Setzer

## Glocken
Schon im Jahr 1910 hatte die Glockengießerei Otto aus Hemelingen/Bremen drei Bronzeglocken für die Liebfrauenkirche, Püttlingen, gegossen. Sie wurden in den Glockenbeschlagnahmen der beiden Weltkriege des vergangenen Jahrhunderts vernichtet. 1962 wurde für die Liebfrauenkirche ein fünfstimmiges Geläut in der Glockengießerei Otto gegossen. Die Glocken haben zusammen ein Gewicht von insgesamt 9.400 kg und sind gestimmt auf die Schlagtöne a0 – cis1 –e1 – fis1 – gis1. Die größte Glocke des Geläuts hat ein Gewicht von 3.910 kg bei einem Durchmesser von 1.859 mm.